# Neotrypaea californiensis
Neotrypaea californiensis (anteriormente Callianassa californiensis) é uma espécie de camarão da infraordem Thalassinidea que habita a costa do Oceano Pacífico na América do Norte. É um animal de coloração pálida que atinge um comprimento de 11,5 cm. Possui uma garra maior que a outra, especialmente nos machos, e acredita-se que a garra aumentada tenha uma função no acasalamento. N. californiensis vive em extensos sistemas de tocas, sendo responsável por altas taxas de bioturbação. Ele afeta negativamente a ostreicultura, e suas populações são controladas em alguns locais por meio da aplicação de pesticidas. Desempenha um papel importante no ecossistema e é utilizado por pescadores como isca.

## Descrição e ciclo de vida
Neotrypaea californiensis atinge um comprimento de 11,5 cm. O corpo é branco-cremoso, com manchas de cores claras (rosa, amarelo ou laranja) nos apêndices e um abdômen rosado.
Os adultos de N. californiensis possuem uma garra maior que a outra, e nos machos, a "garra principal" pode representar até 25% da massa do animal, em comparação com apenas 10% nas fêmeas, enquanto a garra menor corresponde a cerca de 3% da massa corporal total em ambos os sexos. A garra aumentada tem a mesma probabilidade de estar no lado direito ou esquerdo. Acredita-se que a garra maior dos machos seja usada em encontros agonísticos ou durante o acasalamento, possivelmente como resultado de seleção sexual.
Os ovos são depositados na primavera ou início do verão, e as larvas eclodem no verão, vivendo como plâncton. Elas se estabelecem novamente no fundo do mar como pós-larvas no final do verão e outono.

## Taxonomia
N. californiensis foi originalmente descrito em 1854 por James Dwight Dana como membro do gênero Callianassa [en], com a localidade-tipo indicada como "Califórnia"; os espécimes estudados por Dana provavelmente foram coletados na baía de São Francisco ou em Monterey, mas os espécimes originais foram perdidos. Em 1991, Raymond B. Manning [en] e Darryl Felder transferiram as três espécies desse gênero provenientes da Califórnia e de Oregon para o novo gênero Neotrypaea [en]. N. californiensis distingue-se das outras duas espécies de Neotrypaea pela ausência de um rostro (presente em Neotrypaea gigas) e pelas extremidades agudas e divergentes dos pedúnculos oculares (curtos, rombudos e não divergentes em Neotrypaea biffari).

## Ecologia e impacto humano

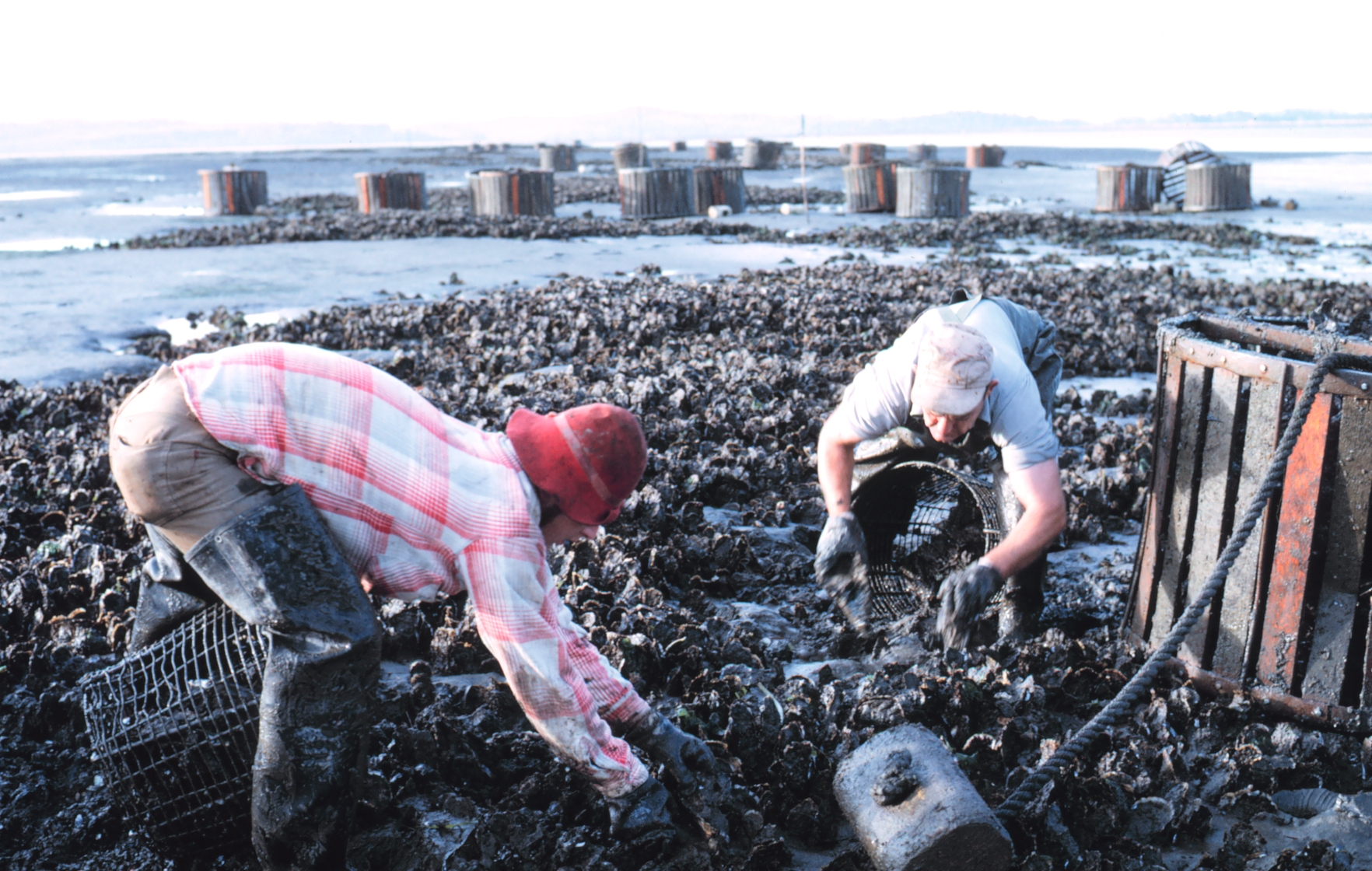
Ostreicultura (vista na baía de Willapa, Washington, em 1969) é afetada negativamente pelo N. californiensis.

Tanto Neotrypaea californiensis quanto Upogebia pugettensis [en] habitam planícies de maré e substratos arenosos na zona entremarés de estuários na costa oeste da América do Norte. N. californiensis é encontrado desde a baía de Mutiny, Alasca, até Punta Abreojos [en], Mulegé, Baixa Califórnia do Sul, México. Seu habitat também é utilizado para a aquacultura da ostra-do-pacífico. Como a bioturbação realizada por N. californiensis e U. pugettensis reduz a produtividade dos bancos de ostras, eles são considerados pragas biológicas. No entanto, seus efeitos podem ter impactos indiretos em todo o ecossistema, ajudando a protegê-lo contra os riscos de eutrofização e aumentando a produção primária e secundária ao elevar a quantidade de nitrogênio inorgânico dissolvido.
As tocas construídas por N. californiensis possuem muitos ramos, e diversos outros animais vivem nelas, incluindo camarões-de-estalo do gênero Betaeus [en], o copépode Clausidium vancouverense [en], e o caranguejo Scleroplax granulata [en]. A microbiota intestinal de N. californiensis inclui uma ampla variedade de bactérias, sendo cerca de 40% Alphaproteobacteria, 20% bactérias gram-positivas, 20% Bacteroidota e 5% de Gammaproteobacteria e Campylobacterota. Predadores de N. californiensis incluem baleias-cinzentas (Eschrichtius robustus), peixes bentônicos e caranguejos Metacarcinus magister.
N. californiensis tem um impacto negativo na produção de ostras, e, como resultado, o inseticida carbaril (1-naftil N-metil carbamato) é aplicado em algumas áreas (incluindo a baía de Willapa, Washington) para reduzir sua população. A adição de detritos de conchas também reduz o número de N. californiensis, tanto ao impedir o assentamento de larvas quanto pela predação de jovens N. californiensis por caranguejos Metacarcinus magister jovens nos detritos de conchas.
N. californiensis é utilizado como isca, sendo frequentemente transportado vivo entre estados dos EUA, o que levanta preocupações sobre a possível destruição da estrutura populacional existente e a introdução do isópode parasita Ione cornuta fora de sua área nativa.